# فوج المشاة 175 (الولايات المتحدة)
فوج المشاة 175 أو ("Fifth Maryland") هو فوج مشاة أمريكي تابع لقوات الحرس الوطني بولاية ماريلاند.

## التاريخ
في 3 ديسمبر عام 1774 أسس مردخاي غيست ـ الذي كان تاجرًا شاباً من بالتيمور ـ ميليشيا مسلحة، أصبحت فيما بعد نواة لفوج ماريلاند الخامس، الذي زاد حجمه وتطور عبر الزمن ليصبح فوج المشاة 175 الحالي، التابع لقوات الحرس الوطني بماريلاند. ويعد هذا الفوج سابع أقدم الأفواج العسكرية في الولايات المتحدة.

### أثناء حرب الاستقلال الأمريكية
بحلول عام 1774، تزايد غضب أهل ماريلاند بشأن المشاكل المثارة حول بوسطن، وخاصة ما يتعلق منها بإغلاق الميناء في أعقاب ما سمي بحفلة شاي بوسطن، وبدأت الأعمال العدائية تجاه البريطانيين، وخاصة بعد أن اجتمع ممثلون من عدة مقاطعات في أنابوليس في نوفمبر 1774 لتدارُس خيار المقاومة المسلحة وآلياته.
وفي هذه الأجواء الساخنة نظم مردخاي غيست ميليشيا أُطلق عليها اسم «متدربو بالتيمور المستقلون» (بالإنجليزية: The Baltimore Independent Cadets)، وفي 3 ديسمبر 1774، وقع 58 شاباً من شبان المدينة اتفاقاً على أن «يشكلوا من أنفسهم كيانًا أو جماعة تهدف إلى تعلُّم الانضباط العسكري»، وتحددت مواصفات الزي العسكري للميليشيا، وارتدى أفرادها هذا الزي وتسلحوا على نفقتهم الخاصة، وكانت هذه الميليشيا بذلك هي أول جماعة عسكرية نظامية ذات زي موحد في تاريخ ماريلاند، وهي الجماعة التي انبثق عنها الفوج الخامس في مطلع الحرب التي نشبت بعد عامين.

### تمرد الويسكي
بعد فترة وجيزة من الثورة، أُعيد تنظّيم الفَوج في بالتيمور بواسطة ضُبّاط سابقين. وذلك بسنة 1794 استجابة لدعوة الرئيس واشنطن من أجل إخماد تمرد الويسكي في غرب بنسيلفانيا، لينتقل من يالتيمور إلى كمبرلاند. التجمع الفوري للفوج بقيادة الجنرال هنري لي الثالث تسبَبَت في انهيار التمرّد دون إراقة الدماء.

### حرب عام 1812
بقيت بالتيمور مدينة هادئة حتى اقتراب الحرب الثانية مع إنجلترا. وكان الفوج الخامس يتطور ليُصبِح مُنظمة قوية ومُدربة تدريباً جيداً، وهي المجموعة العسّكرية الرئيسية بالمَدينة، حيثُ تحرك الفوج بسُرعة إلى بلادينسبورغ لأخبار وردت عن وصول القوات البريطانية لواشنطن. ومرة أخرى كانت هذه التجربة مُشابهة لمعركة لونغ ايسلند سنة 1776. عندما كررت بريطانيا الهُجوم تراجعت الميليشيات الأمريكية بسُرعة، والفوج الخامس غادر لصد الجنود البريطانيين مع فرقة دعِم مَدفعية بقِيادة العَميد بارني. لكن الفوج الخامس بقي في مكانه لغاية اجتياح القوات المُعادية.

بعد أيام ظَهر الأُسطول البريطاني قُبالة سواحل بالتيمور، وأخذ الفوج الخامس فوراً مَكانِه في أعمال الدِفاع. في وقت مُبكِر من صباح 12 سبتمبر 1814 هاجم إينفينسبلس ولينغتون بقيادة الجنرال روس القادم من هَزيمة من نابليون بونابرت في حرب الاستقلال الإسبانية خطوط دِفاع الفوج الخامس. بعد نزولهم بالقُرب من سباروو بوينت، تقدمت القوات البريطانية حتى بتبسك نيك التي تَقع بين جونز كريك ونهر باك. واجه الفوج الخامس الجيش البريطاني باشتباك ساخِن عند رافد بريد آند تشيز كريك. وفي وقت مُبكر من المعركة قُتل الجنرال روس في مكان ليس بعيداً عن موقع شركة البلوز المُستقلة. فاقت أعداد الفوج الخامس أعداد الجيش البريطاني، أصبح القتال بطيئاً وتراجع مُقاتلي الجيش البريطاني إلى الدفاعات التُرابية التي أقِيمَت في جميع أنحاء هامبستيد هيل (تُعرف حالياً بباترسون بارك). وبسبب معركة نقطة الشمال حامية الوطيس بجانب الدفاعات الهائلة القريبة من بالتيمور أقنعت قائد القوات البريطانية بالانسحاب وإعادة توجيه الهجوم إلى قلعة ماكهنري. هذا الهُجوم فشِل أيضاً وانسحَبت القوات البريطانية من تشيسابيك.
كانت الهزائم البريطانية في معارك نورث بوينت وبالتيمور العوامل الرئيسية التي أدت إلى معاهدة غنت التي أنهت الحرب بين الأمريكيين والبريطانيين.

### الحرب الأهلية
قبل سنة 1861، وقع الشقاق بين أفراد الفوج بسبب انقسام الميول في تلك الولاية الحدودية؛ ففي حين كان معظمهم يؤيدون قضية الجنوب (ونجحوا بالفعل في الخروج من بالتيمور عندما انضوت عسكريًا تحت لواء الاتحاد سنة 1861)، خدم آخرون في جيش الاتحاد. وفي يونيو 1861، نظم المتعاطفون مع الجنوب فرقة مشاة ماريلاند الأولى في هاربرز فيري، التي صارت تابعة لفيلق ستونوول جاكسون الذي خاض معركة ماناساس الأولى. وأثناء «حملة الوادي» سنة 1862، تولت قوات ماريلاند الفيدرالية الدفاع عن مدينة فرونت رويال بولاية فرجينيا، وعندما بلغت هذه المعلومات الجنرال جاكسون، أمر بأن تكون قوات ماريلاند في طليعة الهجوم، فأسفر القتال عن انتصار فوج مشاة ماريلاند الأول (التابع للجيش الكونفيدرالي) على فوج مشاة ماريلاند الأول (التابع لجيش الولايات المتحدة الأمريكية) في معركة فرونت رويال، ثم أتبعوا هذا الانتصار بإلحاق هزيمة ساحقة بفوج بنسلفانيا الثالث عشر في هاريسونبورغ في 6 يونيو 1862.

### الحرب العالمية الأولى
لم يكد الفوج يعود إلى بالتيمور حتى دخلت الولايات المتحدة الحرب العالمية الأولى في أبريل 1917، فانضم الفوج إلى الجيش الأمريكي المشارك في الحرب، ليُدمج في 20 أبريل 1917، ورغم المعارضة الشديدة، بفوج ماريلاند الأول ليكوّنا معًا فوج المشاة 115، التابع للواء 58، التابع بدوره للفرقة 29 مشاة. وبعد فترة تدريب في أنيستون بولاية ألاباما، نُقل الفوج إلى فرنسا.
في فرنسا، خدم فوج المشاة 115 أولًا في ألزاس، ثم شارك في هجوم موز-أرغون في 8 أكتوبر 1918، وظل في موقف الهجوم حتى قرب نهاية الحرب. وفي يونيو 1919، تم تسريح فوج المشاة 115 وأعيد تنظيم فوج ماريلاند الخامس بين عامي 1919 و1923، واعترفت به الإدارة الفيدرالية رسميًا في 1 مايو 1923، ليعود إلى نظامه التدريبي الطبيعي استعدادًا لأي طارئ جديد. وفي سنة 1933 دمر حريق مستودع أسلحة الفوج، لكنه لم يلبث أن أعيد بناؤه لاحقًا.

### الحرب العالمية الثانية
في سنة 1939، بدأ فوج ماريلاند الخامس استعدادته ترقبًا لضمه إلى الجيش العامل، فجعل من تدريبه السنوي تدريبًا على القتال الفعلي. وفي 31 ديسمبر 1940 غيرت قيادة الجيش اسم الفوج الخامس إلى اسمه الدائم الحالي (فوج المشاة 175) تفاديًا للخلط بينه وبين فوج المشاة الخامس التابع للجيش، وصار واحدًا من ثلاثة أفواج تألفت منها الفرقة 29 مشاة. وفي يناير 1941 صار الفوج خاضعًا للإدارة الفيدرالية مباشرة، وانتقل إلى فورت ميد بولاية ماريلاند، حيث عُزز في أبريل بعدد كبير من المجندين وشارك في مناورات الفرقة 29 بولاية كارولاينا الشمالية في خريف العام ذاته، وظل يتدرب على الأراضي الأمريكية حتى أقلع إلى إنجلترا في 5 أكتوبر 1942 على متن السفينة الإنجليزية كوين إليزابيث.
نزل الفوج 175 في ثكنات تيدورث (بالإنجليزية: Tidworth Barracks)، حيث خضع لتدريبات شاقة انتقل بعدها إلى كورنوال لتتدرب في المستنقعات الباردة في أواخر صيف 1943، ثم تبدأ في التدرب على الغزو، حيث جرى التدريب على الإبرار البحري في سلابتون ساندز، ثم نُقل الفوج إلى منطقة التجمع في ديفون استعدادًا للغزو. وفي 4 يونيو 1944 نقلت سفن الإبرار الفوج إلى شواطئ نورماندي. وبعد تأخر دام 24 ساعة، شن فوجا المشاة 115 و116 هجومًا على الشواطئ في 6 يوينو، ثم هبط الفوج 175 (الذي كان يشكل قوات احتياط الفرقة 29) على شاطئ أوماها ـ الذي لم يكن قد تم تأمينه بعد ـ في صباح 7 يونيو، وكان هدفه احتلال قرية إيزيني، فنجح في احتلالها، ثم عبر نهر فير وتقدم إلى سان لو. وقد واجه الفوج 175 مقاومة ألمانية ضارية، ونجحت الكتيبة الأولى التابعة للفوج في دفع الخطوط الأمامية الأمريكية إلى ما قبل سان لو بثلاثة أميال، متوغلة بذلك في الخطوط الألمانية، ومدافعة عن المنطقة المرتفعة المعروفة بالتل 108 («تل القلب القرمزي»)، الذي كانت تحيط به من ثلاث جهات.
جرى فيما بعد تغيير موقع الفوج في القوات الاحتياطية للفرقة استعدادًا للاندفاع إلى سان لو، وقد ظل الفوج 175 يقاتل في نورماندي حتى نهاية أغسطس، ثم نُقل إلى بريتاني ليشارك في احتلال بريست والاستيلاء على أحواض إصلاح الغواصات الألمانية هناك. وفي أعقاب معركة بريست، انتقلت الفرقة إلى هولندا، حيث شاركت في تقدم الجيش التاسع نحو نهر الراين، ولعب الفوج دورًا مهمًا في احتلال يوليش ثم احتلال مدينة مونشنغلادباخ الصناعية، ثم تحرك لاحتلال الخطوط المحاذية لنهر إلبه قرب فلدبيرغ. وفي 2 مايو 1945، التقت دورية تابعة للكتيبة الثالثة من الفوج 175 عناصر من السرية 28 التابعة لقوات الفرسان السادسة بالجيش الروسي.
ظل الفوج 175 على الأراضي الأوروبية بعد استسلام الجيش الألماني، ولم يغادرها إلا في 1 يناير 1946، ثم سُرّح الفوج في الفترة بين 11 و17 يناير 1946، وظل حاملًا لرقمه الفيدرالي، ثم أعيد تشكيله كفوج مشاة واعتُرف به فيدراليًا في 12 نوفمبر 1946.

### الحرب الباردة
في أعقاب الحرب، أعيد تنظيم الفوج، وكان نشاط الفوج بحلول يناير 1947 محدودًا رغم كونه متناميًا. كانت الوحدة تتدرب تحسبًا للطوارئ وأحيت العمل ببعض تقاليدها القديمة. في الفترة من أواخر الأربعينيات إلى أواخر الثمانينيات ظلت الوحدة تتأهب لاحتمال وقوع حرب في أوروبا، ودامت على ذلك حتى سقط الاتحاد السوفييتي. تم تحريك كتائب الفوج 175 سنة 1967 و1968 و1971 لمواجهة أعمال الشغب العنصرية في مدينة كامبردج بولاية بالتيمور، ولمواجهة المظاهرات المناهضة لحرب فييتنام في كوليج بارك بولاية ماريلاند. وفي التسعينيات تحول الفوج تدريجيًا من التدريب على القتال في الأحراش إلى التدريب على قتال المدن، وذلك تأهبًا للقتال في الشرق الأوسط.
في أثناء الحرب الباردة، تنقلت تبعية الفوج بين لواء المشاة 58، واللواء الثالث التابع للفرقة 28 مشاة، واللواء الثالث التابع للفرقة 29 مشاة. وفي سنة 1985، أُنقص حجم الفوج إلى كتيبتين، وصار تابعًا للواء الثالث من الفرقة 29، وفي سنة 1995 أُنقص حجمه ثانية إلى كتيبة واحدة. وقد شارك بعض أفراد الكتيبة ـ بشكل فردي ـ في قوات حفظ السلام بشبه جزيرة سيناء سنة 1994 وفي البوسنة والهرسك سنة 2001.

### الحرب على الإرهاب

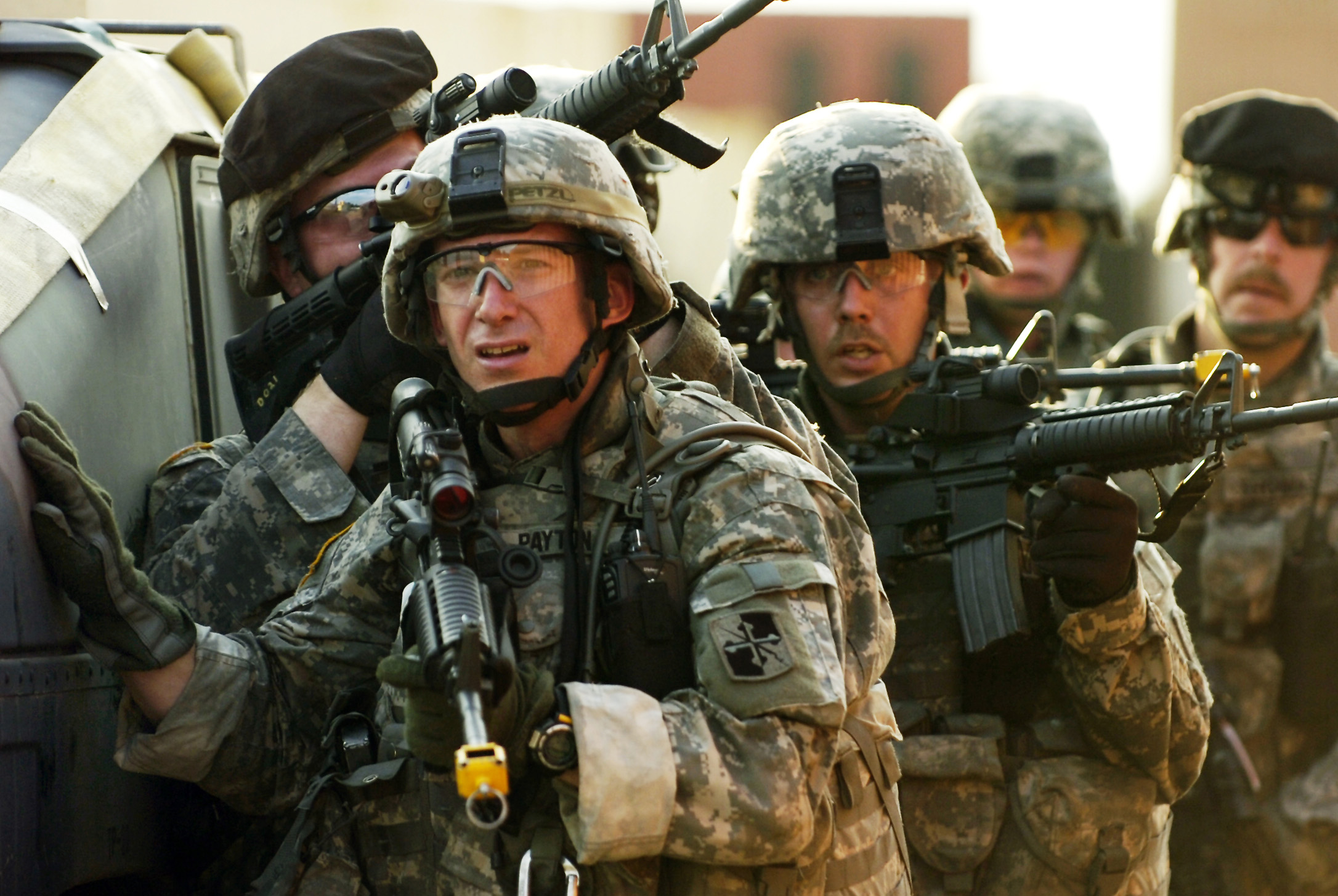
U.S. Army جنود من شركتي شارلي ودلتا، وفوج المشاة 175 يتدربون في نيوجيرسي لغزو العراق.

### حالياً
منذ 1 سبتمبر 2010 عُيِّنَ فوج المشاة 1-175 لمهمة اتحادية في فرقة المشاة الثامنة والعشرين في فريق اللواء المقاتل الثاني، ولكن المشرف عليه وهو لواء مراقبة ساحة المعركة ليس في الخدمة الاتحادية. الكتيبة الأولى منظمة كفوج مشاة خفيف تابعة للواء الفريق القتالي المنفذ لجدول التنظيم والمعدات.
في يناير 2010، أُخطر الفوج 1-175 بأنها ستعبأ وتوزع مجدداً، ولكن هذه المرة في كتيبة مشاة الولايات المتحدة المخصصة للقوات متعددة الجنسيات في مهمة المراقبة رقم 55 في شبه جزيرة سيناء، مُنفِّذة اتفاقية كامب ديفيد ومعاهدة السلام بين مصر وإسرائيل. حشد الفوج في 21 مارس 2011 وانتقل إلى معسكر أتيربيري في إدينبورغ لوقت قصير لمرحلة تدريب ما قبل التعبئة. انتشرت الكتيبة في سيناء في 27 أبريل 2011. فوج المشاة 1-175 كان أول فوج أمريكي يؤدي هذه المهمة وذلك بعد عزل مبارك ونظامه خلال ثورة 25 يناير في مصر. واجهت الكتيبة تحديات أمنية داخل وحول منطقة عملياتها ومنها ازدياد كمية تهريب الأسلحة، والهجمات الإرهابية، والصراع مع القبائل البدوية. عاد الفوج إلى معسكر أتيربيري في 9 مارس 2012.
- الوحدات الحالية:
  - بيكيسفيل بولاية ماريلاند. (HHC)
  - فريدريك بولاية ماريلاند. (A)
  - سيلفر سبرينغ بولاية ماريلاند. (B)
  - غلين بورني بولاية ماريلاند. (C)
  - إلكتون بولاية ماريلاند. (D)
  - ريستيرستاون بولاية ماريلاند. (F/128 BSB)

## التسلسل الزمني

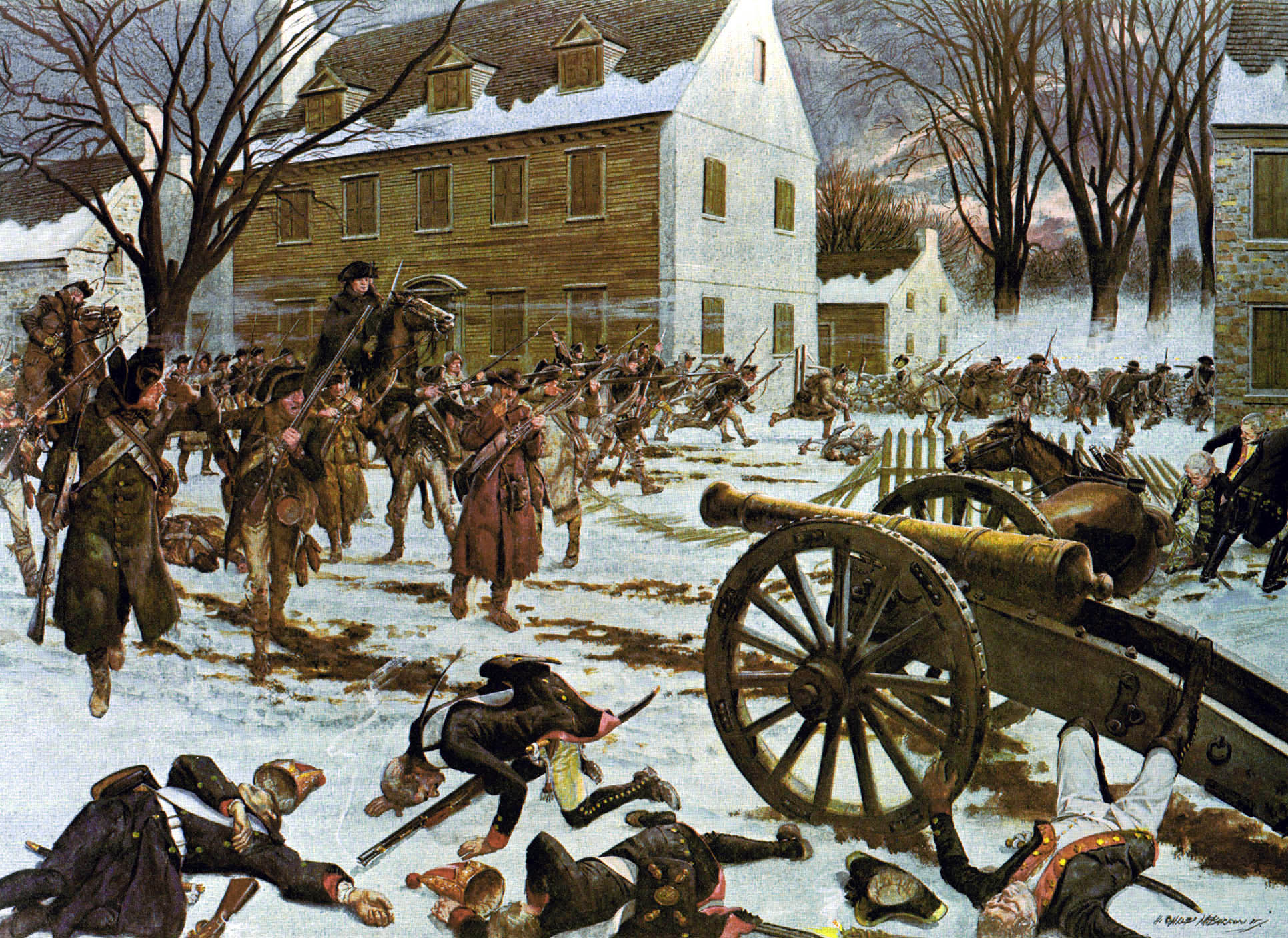
رسم للفنان الأمريكي هيو تشارلز ماكبارون يمثل بقايا فوج سمولوود تعبر نهر ديلاوير مع الجنرال واشنطن للاستيلاء على ترينتون من أيدي جنود إيسن في 26 ديسمبر 1776.

## الأوسمة والأنواط
| الشريط                                                            | الجائزة                                                            | السنة | ملاحظات                                    |
| ----------------------------------------------------------------- | ------------------------------------------------------------------ | ----- | ------------------------------------------ |
| A red ribbon with four vertical dark green stripes in the center. | صليب الحرب 1939-1945 (فرنسا), World War II (with Palm)             | 1944  | Streamer embroidered "BEACHES OF NORMANDY" |
| A blue ribbon with gold frame.                                    | وسام التنويه للوحدة الرئاسية ‏, World War II                        | 1944  | Streamer embroidered "ST. LO"              |
| A red ribbon with four vertical dark green stripes in the center. | صليب الحرب 1939-1945 (فرنسا), World War II (with Silver-Gilt Star) | 1944  | Streamer embroidered "ST. LO"              |